# Caprivi-Konflikt
Der Caprivi-Konflikt bezeichnet bewaffnete Auseinandersetzungen zwischen der Caprivi Liberation Army (CLA), dem 1994 gegründeten militärischen Flügel der Sezessionsbewegung Caprivi Liberation Movement (CLM), und dem namibischen Staat. Ziel des Aufstandes von 1999 war die Erlangung der Unabhängigkeit des Caprivizipfel von Namibia. Politische Folgepartei, die vom Exil aus operiert, ist die United Democratic Party – Caprivi Freedom.

## Ursprung des Konfliktes
Mit dem Helgoland-Sansibar-Vertrag von 1890 erhielt das Deutsche Kaiserreich das heutige Gebiet der Region Caprivi. Die Option auf eine Verbindung Deutsch-Südwestafrikas mit Deutsch-Ostafrika per Land und Wasser hatte die Zerschneidung der natürlichen Gegebenheiten zur Folge. In diesem schmalen Landstreifen leben Menschen unterschiedlicher Herkunft, Sprache, Kultur und Identität aus den angrenzenden Gebieten des heutigen Sambia und Botswana. Die Unterordnung der Bevölkerung manifestierte sich vor allem in der Zusammenfassung der verschiedenen Bevölkerungsgruppen als Caprivier, welche selbst den Kolonialismus überlebte.
Seit der Unabhängigkeit Namibias ist die Region gekennzeichnet durch eine vom Gesamtstaat abweichende politische Meinung. Der Wunsch nach mehr Eigenständigkeit und die Dominanz der Demokratische Turnhallenallianz (DTA) seit den Wahlen im November 1989 bis Ende der 1990er Jahre waren die deutlichsten Kennzeichen.
Im Oktober 1998 wurde zudem eine Ausbildungslager des militärischen Flügels Caprivi Liberation Army der CLM ausgehoben. Im Zuge zur Bekämpfung der separatistischen Aktivitäten wurde die gesamte Bevölkerung der Caprivi-Region unter den Pauschalverdacht gestellt, potentielle Rebellen zu sein. Als Folge der Repression flüchteten etwa 2500 Menschen nach Botswana. Bis Juni 1999 kamen mehrere hundert Flüchtlinge zurück nach Caprivi. Die Mehrheit blieb aber in Botswana. Unter den Flüchtlingen befanden sich zudem eine Vielzahl politischer Führungskräfte der DTA. Die Anführer Boniface Bwimo Bebi Mamili VI. und der frühere SWAPO-Vizepräsident und spätere DTA-Führer Mishake Muyongo erhielten politisches Asyl in Dänemark. Bei den im Dezember 1998 stattfindenden Regionalratswahlen übernahm die SWAPO alle sechs Sitze, da die DTA die vakant gewordenen Positionen nicht mehr besetzen konnte.

## Aufstand

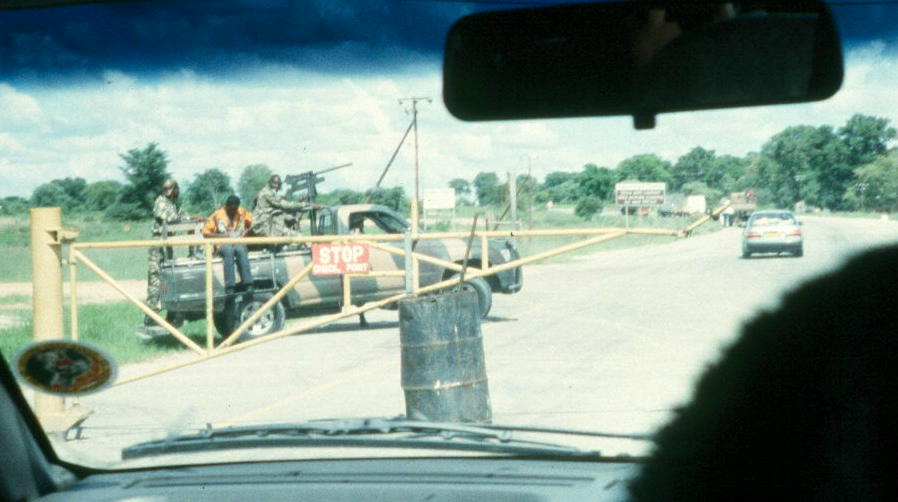
Militäreskorte durch den Caprivi (2002)

In den Morgenstunden des 2. August 1999 überfielen Rebellen der CLA mehrere strategische Orte in der Regionshauptstadt Katima Mulilo. Die CLA besetzte neben der Polizeistation und dem namibischen Rundfunksender auch den Flughafen der Stadt. Unmittelbar nach dem Aufstand erklärte der damalige Präsident Sam Nujoma den Ausnahmezustand. Eine nächtliche Ausgangssperre wurde durch den regionalen Polizeikommandanten verhängt.
Innerhalb weniger Tage wurde der Aufstand durch Armee- und Polizeieinheiten niedergeschlagen. 14 Menschen, darunter Polizisten, Soldaten, Rebellen und Zivilisten starben bei den Unruhen.

## Hochverratsprozess
Bereits kurz nach den Unruhen im August 1999 entbrannte in den Öffentlichkeit eine Debatte über den Aufstand und die damit verbundene Behandlung der Aufständischen. Forderungen nach der Todesstrafe für die Rebellen wurden laut, da man ihnen mit aller Härte begegnen wollte. Die fast 130 verhafteten Personen wurden des Hochverrates und 274 weiterer Vergehen angeklagt. Erst durch ein Urteil Mitte 2002 wurden den Angeklagten das Recht auf Rechtsbeistand richterlich zugesagt. Der Prozess, der gemäß der Verfassung Namibias innerhalb einer angemessenen Zeit stattfinden muss, wurde 2004 eröffnet.
Henning Melber spricht in Zusammenhang mit dem Hochverratsprozess zehn Jahre nach dem Aufstand von einer kollektiven Amnesie, da die Thematik nahezu völlig aus dem öffentlichen Bewusstsein verschwunden sei und weder lokale noch regionale Fachliteratur sich dieser Thematik widmen würden. Noch im September 2009 war der Caprivi-Hochverratsprozess nicht beendet. An die 120 Männer waren 2009 ohne Verurteilung hinter Gittern. Bis 2009 starben mehr Männer im Haft als 1999 bei den Kämpfen umkamen. Melber bezeichnet dies als einen Justizskandal, von dem niemand Notiz nehme.
Bei der Behandlung der Gefangenen wurden laut einem Bericht von Amnesty International (AI) zahlreiche Verstöße gegen internationale Rechtsnormen verzeichnet. So wird neben dem Vorwurf der Folter vor allem angemerkt, dass alle Inhaftierten gleichermaßen wegen Hochverrates und Mordes angeklagt seien, obwohl es sich laut AI bei einem Teil der Inhaftierten um Personen handelt, welche auf Grund ihrer vermuteten Sympathien mit der politischen Opposition, ihrer ethnischen Zugehörigkeit oder ihrer Mitgliedschaft in Organisationen verhaftet wurden. AI forderte daraufhin die Entlassung aller auf Grund ihrer Gesinnung inhaftierten politischen Gefangenen.
Der High Court hatte 2010 entschieden, die Aussagen von insgesamt 26 Angeklagten zum Prozess nicht zuzulassen, weil diese Geständnisse nachweislich unter Folter zustande gekommen sind. Die Häftlinge hatten angegeben, nach der Verhaftung misshandelt worden zu sein, was sie durch zahlreiche Narben nachweisen konnten.
Am 11. Januar 2013 erfolgte vor dem High Court in Windhoek der Freispruch für 43 von 109 angeklagte, noch vor Gericht befindliche mutmaßliche Caprivi-Separatisten. Bei den Freigesprochenen gebe es laut Gerichtsbeschluss keine Hinweise dafür, dass jene die Aufständischen moralisch, finanziell oder logistisch unterstützt bzw. an der Vorbereitung und Durchführung der Revolte beteiligt gewesen seien. Für 65 Angeklagte ging der Prozess weiter, da weiter ein Anfangsverdacht bestand, dass sie am bewaffneten Aufstand mitgewirkt oder zumindest von deren Vorbereitung gewusst und darüber nicht die Behörden informiert hätten. Seit 1999 waren 20 Angeklagte in Untersuchungshaft verstorben und ein Mann, Rodwell Kasika Mukendwa, aus Mangel an Beweisen freigesprochen worden. 16 der noch verbliebenen 65 Angeklagten boykottierten den Hochverrats-Prozess seit Jahren und sind ohne Anwalt und nehmen am Verfahren nicht teil. Zwischenzeitlich hatten 30 der mutmaßlichen Separatisten jeglichen Rechtsbeistand verweigert.
Der Hochverratsprozess wurde im September 2015, gut 16 Jahre nach dem Konflikt, abgeschlossen. 30 Angeklagte wurden wegen Hochverrats, Mordes und versuchten Mordes schuldig gesprochen. 35 der verbliebenen Angeklagten wurden freigesprochen und zum Großteil noch am 14. September 2015 aus der Untersuchungshaft entlassen. Am 8. Dezember wurde das Strafmaß verkündet: Die Verurteilten müssen für effektive drei bis 18 Jahre ins Gefängnis. Im Dezember 2021 bestätigte der Oberste Gerichtshof die Urteile, aber entschied auf eine Strafminderung von drei Jahren für die Angeklagten.
Sieben Separatisten mussten sich seit 2017 in einem weiteren Verfahren vor Gericht verantworten und wurden am 29. Juli 2024 wegen Hochverrats schuldig gesprochen.

## Nachwehen
Den 855 noch immer im Nachbarland Botswana lebenden Flüchtlingen des Konflikts wurde Mitte 2019 der Flüchtlingsstatus aberkannt. Ihre zwangsweise Rückführung wurde angeordnet. Die ersten 84 kehrten Mitte September 2019 nach Namibia zurück. Sie betonten bei der Rückkehr, dass man weiter an den Unabhängigkeitsbestrebungen festhalten wolle.
Die im Hochverratsprozess freigesprochenen Separatisten kämpfen seit Mitte 2018 um Haftentschädigung.